# Cantó de Garait Nòrd
El cantó de Garait Nòrd és un cantó francès del departament de Cruesa, situat al districte de Garait. Té 5 municipis i part del de Garait.

## Municipis
- Ajain
- Glenic
- Garait
- Jòlhac
- Lada Peire
- Sent Fiel

## Història
| Data d'elecció                           | Identitat          | Partit | Qualitat |
| ---------------------------------------- | ------------------ | ------ | -------- |
| 1967-1973                                | Guy Beck           | PS     |          |
| 1973-1982                                | André Lejeune      | PS     |          |
| 1982-1994                                | Marc Coubret       | PS     |          |
| 1994-2001                                | Bernard de Froment | RPR    |          |
| 2001-                                    | Daniel Dexet       | PCF    |          |
| les dades anteriors no són pas conegudes |                    |        |          |
|                                          |                    |        |          |

## Demografia
| 1962 | 1968 | 1975 | 1982 | 1990 | 1999 | 2006  |
| ---- | ---- | ---- | ---- | ---- | ---- | ----- |
| -    | -    | -    | -    | -    | -    | 8.953 |